# Copa Davis 1960
La Copa Davis 1960 fue la 49.ª edición del torneo de tenis masculino más importante por naciones. La ronda final se celebró del 26 al 28 de diciembre de 1960. Australia se proclamó como equipo ganador de la Copa, venciendo al equipo de Italia por 4 a 1.

## Ronda final
|  | Semifinales    | Semifinales    |   |  | Final  | Final |  |
|  |                |                |   |  |        |       |  |
|  |                |                |   |  |        |       |  |
|  | Italia         |                |   |  |        |       |  |
|  |                |                |   |  |        |       |  |
|  |                |                |   |  |        |       |  |
|  |                |                |   |  |        |       |  |
|  |                |                |   |  | Italia | 3     |  |
|  |                | Estados Unidos | 2 |  |        |       |  |
|  |                |                |   |  |        |       |  |
|  |                |                |   |  |        |       |  |
|  |                |                |   |  |        |       |  |
|  |                |                |   |  |        |       |  |
|  | Estados Unidos | 5              |   |  |        |       |  |
|  | Filipinas      | 0              |   |  |        |       |  |

## Ronda Final
| | Australia | 4                                 | 1  | Italia |   |   |
| --- | --------- | --------------------------------- | -- | ------ | - | - |
| White City Stadium, Sídney, Australia 26 al 28 de diciembre de 1960 |           |                                   |    |        |   |   |
| \| 1 \| \| Neale Fraser \| 4 \| 6 \| 6 \| 6 \| \| 1 \| \| Orlando Sirola \| 6 \| 3 \| 3 \| 3 \| \| 2 \| \| Rod Laver \| 8 \| 6 \| 6 \| \| \| 2 \| \| Nicola Pietrangeli \| 6 \| 4 \| 3 \| \| \| 3 \| \| Roy Emerson-Neale Fraser \| 10 \| 5 \| 6 \| 6 \| \| 3 \| \| Nicola Pietrangeli-Orlando Sirola \| 8 \| 7 \| 2 \| 4 \| \| 4 \| \| Rod Laver \| 9 \| 6 \| 6 \| \| \| 4 \| \| Orlando Sirola \| 7 \| 2 \| 3 \| \| \| 5 \| \| Neale Fraser \| 9 \| 3 \| 6 \| 2 \| \| 5 \| \| Nicola Pietrangeli \| 11 \| 6 \| 1 \| 6 \| |           |                                   |    |        |   |   |
| 1 |           | Neale Fraser                      | 4  | 6      | 6 | 6 |
| 1 |           | Orlando Sirola                    | 6  | 3      | 3 | 3 |
| 2 |           | Rod Laver                         | 8  | 6      | 6 |   |
| 2 |           | Nicola Pietrangeli                | 6  | 4      | 3 |   |
| 3 |           | Roy Emerson-Neale Fraser          | 10 | 5      | 6 | 6 |
| 3 |           | Nicola Pietrangeli-Orlando Sirola | 8  | 7      | 2 | 4 |
| 4 |           | Rod Laver                         | 9  | 6      | 6 |   |
| 4 |           | Orlando Sirola                    | 7  | 2      | 3 |   |
| 5 |           | Neale Fraser                      | 9  | 3      | 6 | 2 |
| 5 |           | Nicola Pietrangeli                | 11 | 6      | 1 | 6 |